# H-110 Sarir (drone)
Le H-110 Sarir (persan : سریر, signifiant «Trône») était un drone de reconnaissance et de combat tactique iranien qui a été dévoilé lors d'une cérémonie en avril 2013 par l'IRIA. Le drone est optimisé pour les rôles de renseignement, de surveillance et de reconnaissance à l'aide de capteurs électro-optiques et infrarouges. Lors de plusieurs défilés il a été aperçu avec des systèmes portables MANPADS de type Misagh-1 installés sous les ailes. Le drone est très similaire visuellement au drone israélien RQ-5 Hunter c'est pourquoi certains experts estiment que ce dernier a été fabriqué à partir d'un drone israélien abattu.

## Caractéristiques
Les données de portée et d'endurance restent floues. Les médias d'État iraniens ont affirmé que le drone avait des caractéristiques furtives, mais son utilisation d'hélices jumelles, dans une configuration tracteur-pousseur, aurait pour résultat direct de créer une très grande section radar, tout comme ses pylônes de stockage externes. De même, la cellule ne présente pas de forme observable reconnue, telle que des surfaces de queue inclinées et un fuselage noyé dans les ailes,,.
Le H-110 est un drone de petite taille avec les ailes en position haute, un train d’atterrissage tricycle fixe. Le drone est alimenté par un moteur à piston qui actionne une hélice bipales située sur le nez de l'appareil ainsi qu'une autre hélice bipales située entre les deux poutres de queue. Son équipement constitué de caméras électro-optiques et IR lui donne la capacité de réaliser des missions de reconnaissance aérienne et d’observation de jour comme de nuit.

## Statut
10 seraient en service en 2018 et la production en série aurait été lancée.